# Arenaria bryophylla
Arenaria bryophylla är en nejlikväxtart som beskrevs av Merritt Lyndon Fernald. Arenaria bryophylla ingår i släktet narvar, och familjen nejlikväxter. Utöver nominatformen finns också underarten A. b. brevipedicella.